# Kannagi: Crazy Shrine Maidens
Kannagi: Crazy Shrine Maidens (かんなぎ Kannagi?) fue una serie manga ilustrada por Eri Takenashi. Su publicación fue desde el 9 de diciembre de 2005 y finalizó en septiembre de 2017, en la revista de manga shōnen Comic Rex. Una adaptación de anime fue realizada por A-1 Pictures a principios de octubre de 2008 que constó de 14 episodios.

## Argumento
Jin hace una bella escultura de madera de la supuesta diosa que vive en un árbol sagrado, hecho con la madera de este mismo. Una vez terminada su obra, Jin nota que esta no se encuentra en la posición en la que estaba anteriormente, si no en el patio trasero, incrustada en la tierra. La escultura se rompe,  dejando ver a una hermosa chica que, desorientada, comienza a mirar de un lado a otro. La chica resulta ser una diosa llamada Nagi. Ella ve  en la televisión de Jin un anime de Magical girls que, luego mientras está de compras con Jin, le hace pedirle que le compre un bastón de juguete con una estrella en la punta, que usará para limpiar a este mundo de las "impurezas" (insectos que provocan diferentes males). Jin resulta ser sensible a lo espiritual. Nagi dice que para tener más poder, tiene que tener a gente que de verdad crea en ella, es decir, "devotos". Para eso, decide convertirse en una "Idol japonés", para poder así continuar limpiando  las "impurezas".

## Personajes

### Principales
Nagi (ナギ?)
Seiyū: Haruka Tomatsu
Nagi es una diosa que vivía en un árbol sagrado llamado Kannagi. Ahora vive junto a Jin en una pequeña casa de estilo oriental en la ciudad. Tiene el cabello azul y viste ropa que, según algunas personas, parece de animé. Carece de atributos físicos, por lo que es víctima de burlas, pero aun así en su instituto es bastante querida. Formó una página web dedicada a ella misma y entró a su instituto aceptando una promesa del padre de la chica a quien poseyó Zange. 
Kannagi (かんなぎ?)
Seiyū: Haruka Tomatsu
Kannagi es la otra personalidad residente en Nagi. Parece ser que ella sabe toda la verdad acerca de ella misma, pero es incapaz de manifestarse por mucho tiempo en el cuerpo de Nagi debido a la gran cantidad de energía que esto requiere, aunque su presencia puede ser prolongada con la ayuda de otra persona.
Jin Mikuriya (御厨 仁 Mikuriya Jin?)
Seiyū: Hiro Shimono
Jin Mikuriya es un estudiante de arte quien esculpió a Nagi en el árbol sagrado. Él recuerda haber visto a Nagi cuando era un niño, pero ella no. Vive en una casa de estilo oriental él solo, debido a problemas personales con su padre. La persona a su cargo ahora es Tsugumi, su amiga de la infancia. 
Tsugumi Aoba (青葉 つぐみ Aoba Tsugumi?)
Seiyū: Miyuki Sawashiro
Tsugumi es una amiga de la infancia de Jin y su tutora legal. Al principio se preocupa de que Jin viva con una chica, pero Nagi finge ser hermana de él para tranquilizarla. Tsugumi, aunque no lo reconozca, siente algo por Jin y le molesta que Zange le haga mimos.
Zange (ざんげ?)
Seiyū: Kana Hanazawa
Zange es otra diosa y hermana gemela de Nagi. A diferencia de Nagi, su árbol sigue intacto junto a una iglesia, por lo que es todavía capaz de cazar y limpiar impurezas por sí misma. Lleva la forma de un cuerpo humano, con apariencia de monja católica para obtener más fieles (según ella) y aumentar su poder. Además, es una Idol y circula por las calles haciendo confesiones por 100 yens. Aunque tenga una apariencia amable y simpática, aprovecha cualquier oportunidad para fastidiar a su hermana. Tiene buen físico y personalidad extrovertida, y siempre intenta tontear con Jin. La palabra "Zange" en japonés significa penitencia o "confesión".
Hakua Suzushiro (涼城 白亜 Suzushiro Hakua?)
Seiyū: Kana Hanazawa
Hakua es una chica del instituto de Jin poseída por Zange. Desde su infancia, Hakua es capaz de ver imágenes espirituales a su alrededor y su cuerpo es muy susceptible a la posesión espiritual. No se relacionaba bien con los niños de su edad por esta extraña capacidad. Cuando aún era niña, conoció a Jin en un campamento de verano , donde se hicieron amigos. En la actualidad, parece que Jin no la recuerda. Desde entonces, ella no ha sido capaz de salir de casa. Cuando intentó suicidarse por la depresión, apareció Zange y le ofreció ser su "anfitriona", lo que ella aceptó de buen grado.

### Club de arte
Los miembros del club que pertenece Jin en el instituto.
Takako Kimura (木村 貴子 Kimura Takako?)
Seiyū: Risa Hayamizu
Takako es la presidenta del club. Tiene tendencias otakus, aunque no es una seguidora activa de mangas, animes o videojuegos. Le gusta burlarse de los miembros masculinos del club. Y es una gran fan de Nagi, la cual es el miembro número uno del club de fanes y la respeta mucho.
Shino Ōkouchi  (大河内 紫乃 Ōkouchi Shino?)
Seiyū: Mai Nakahara
Shino es la vicepresidenta del club. Siempre lleva los ojos cerrados y es tranquila. Tiene una estrecha amistad con Takako y a menudo está observado la personalidad de los miembros masculinos del club. Toma un especial interés en la relación de Jin con Nagi.
Daitetsu Hibiki (響 大鉄 Hibiki Daitetsu?)
Seiyū: Takanori Hoshino
Daitetsu es amigo de Jin y miembro del club. Aunque es una persona grande y robusta para su edad, es un hombre de poca palabras y tímido. Posee una capacidad innata por cualquier actividad artística. Jin lo admira al igual que lo envidia. Su relación llegó a confundirse por la de una pareja gay.
Meguru Akiba (秋葉 巡 Akiba Meguru?)
Seiyū: Tetsuya Kakihara
Akiba es uno de los tres miembros masculinos del club de arte y amigo de Jin. Afirma que no se unió al club de manga, porque los miembros otakus se pasaban el día hablando solo de mangas y animes, aunque el también es otaku. Se dedica a dibujar mangas y es creativo.

### Profesores
El más importante de ellos es el siguiente
Reiri Suzushiro (涼城 怜悧 Suzushiro Reiri?)
Seiyū: Kenta Miyake
Suzushiro es el profesor de religión del instituto de Jin y padre de Hakua. Es consciente de que su hija está poseída por Zange y fácilmente descubre la identidad de Nagi. Como está preocupado por el estado de su hija, facilita la matriculación de Nagi en el instituto, ya que Nagi le promete liberar a su hija de la posesión.

## Medios de comunicación

### Manga
Kannagi comenzó como un manga escrito e ilustrado por Eri Takenashi y comenzó su serialización por Ichijinsha en la revista shōnen Comic Rex el 9 de diciembre de 2005. El primer tomo salió el 9 de agosto de 2006, y el 8 de noviembre de 2008 salió el sexto volumen en Japón. Cada volumen viene un pin-up elaborado por Takenishi junto con artista colaboradores. Los seis artista colaboradores por volumen son Takashi Takeuchi (de Type-Moon), Ryukishi07 (de 07th Expansion), Itaru Hinoue (de Key), Yun Kōga (mangaka de Loveless), Ume Aoki (mangaka de Sunshine Sketch) y Zekkyō (mangaka de Toradora!), respectivamente.
En la edición de enero de 2009 de Comic Rex, anunciaban que el manga se paralizaba por la preocupante situación de salud de Takenashi. El autor fue operado el 12 de diciembre de 2008 y está actualmente recuperándose. Takenashi anunció que se tomaría un año de descanso antes de reanudar el trabajo.

### Show Radio por Internet
Este show de radio por Internet comenzó su emisión el 11 de junio de 2008 para promover la serie anime. En el programa estaban Haruka Tomatsu (seiyū de Nagi), Hideyuki Kurata (guionista del anime) y Yutaka Yamamoto (director del anime). La emisión se distribuye desde la página oficial del anime.

### Anime
El anime fue producido por los estudios A-1 Pictures. El director fue Yutaka Yamamoto y el guionista fue Hideyuki Kurata. Su retransmisión original fue del 4 de octubre al 27 de diciembre del 2008 por el canal Tokyo MX TV, constando de 13 episodios. El 27 de mayo de 2009, con el DVD volumen final añadieron un OVA.

### Novela ligera
La novela ligera fue escrita por Tōka Takei, con ilustraciones de Eric Takenashi y Kasumu Kirino, publicada por Ichijinsha el 20 de diciembre de 2008.